# Múltipla escolha
Múltipla escolha é um formulário de avaliação educacional onde a pessoa que o responde deve selecionar a melhor (ou as melhores) respostas corretas a partir de uma lista. O formato de múltipla escolha é utilizado com muita frequência em testes educacionais, em pesquisa de mercado e em eleições, onde uma pessoa escolhe entre múltiplos candidatos, partidos políticos ou políticas. Testes de múltipla escolha são particularmente populares nos Estados Unidos. Os testes de múltipla escolha sempre vem acompanhados de enunciados, fazendo uma pergunta ao estudante que responde as possibilidades de resposta de acordo com seu conhecimento. as questões de múltiplas escolhas também são conhecidas popularmente como "Questão marque x".

## Exemplos
Se a=1, b=2. Quanto é a+b?
1. 12
2. 4
3. 10
4. 8

Na equação {\displaystyle 2x+3=4}, quanto vale x?
1. 4
2. 10
3. 1.5
4. 8